# Вищі Луб'янки
Ви́щі Луб'я́нки — село в Україні, у Збаразькій міській громаді Тернопільського району Тернопільської області. Розташоване на північному сході району.
До 2020 центр сільради, якій було підпорядковане село Новий Роговець і х. Ліски. Розташоване на берегах річки Слотівка — притоки річки Гнізна. Населення — 1004 особи (2003 р.).

## Історія
На території Вищих Луб’янок знайдено товстостінний ліпний горщик слов’янської культури, який належить до ранньослов’янського періоду.
Перша писемна згадка — 1463 рік.
Діяли товариства «Просвіта» (від 1920 р.), «Сільський господар», «Союз українок», «Луг», Народний дім (1922 р.).
1 жовтня 1927 р. вилучено частини гмін (громад) Вищі Луб'янки і Нижчі Луб'янки та з них утворено самоврядну адміністративну гміну Новий Роговець.
1 серпня 1934 р. внаслідок адміністративної реформи Вищі Луб'янки включено до новоствореної у Збаразькому повіті об'єднаної сільської гміни Вищі Луб'янки.
У 1939 році в селі проживало 1710 мешканців (1380 українців-грекокатоликів, 290 українців-латинників, 30 поляків і 10 євреїв).
12 червня 2020 року, відповідно до Розпорядження Кабінету Міністрів України від  № 724-р «Про визначення адміністративних центрів та затвердження територій територіальних громад Тернопільської області», село увійшло до складу Збаразької міської громади.
19 липня 2020 року, в результаті адміністративно-територіальної реформи та ліквідації Збаразького району, село увійшло до складу новоутвореного Тернопільського району.

## Населення

### Мова
Розподіл населення за рідною мовою за даними перепису 2001 року:
| Мова       | Кількість | Відсоток |
| ---------- | --------- | -------- |
| українська | 990       | 97.83%   |
| російська  | 22        | 2.17%    |
| Усього     | 1012      | 100%     |

## Пам'ятки
- Є церква Різдва Пресвятої Богородиці (1880 р.), Духовний центр (2000 р.), капличка на честь 2000-річчя народження Ісуса Христа (2000 р.), «фігура» святого Антонія (1873 р.), дві «фігури» Ісуса Христа, п'ять «фігур» Божої Матері,
- козацькі могили на х. Ліски,
- Ботанічна пам'ятка природи місцевого значення Луб'янківський модринник.

## Пам'ятники
Споруджено пам'ятники:
- воїнам-односельцям, полеглим у німецько-радянській війні (1967 р.; скульптор В. Волошин),
- козацькому полковникові Несторові Морозенку,
- УСС і воякам УПА (1992 р.; скульптор Казимир Сікорський);

Насипано символічну могилу УСС і воякам УПА (1990 р.), встановлено пам'ятний хрест на честь проголошення незалежності України (1992 р.; кам'яний), пам'ятний знак землякам, полеглим 1949 р. від загону МДБ (1999 р.), пам’ятний хрест загиблим Героям Майдану (квітень 2014 р.), пам'ятну таблицю отцю А. Грабовичу (2000 р.).
Скульптура святого Антонія
Щойновиявлена пам'ятка монументального мистецтва. Розташована на вулиці І. Франка, біля школи.
Робота масового виробництва, виготовлена із каменю (встановлена 1873 р.).

## Соціальна сфера
Діють загальноосвітня школа І-ІІ ступеня, клуб, бібліотека, ФАП, відділення зв'язку, торговельний заклад.

## Відомі люди

### Народилися
- громадський діяч у Канаді Матвій Попович
- римо-католицький архієпископ Перемиський Ігнатій Токарчук (1918—2012).

## Галерея

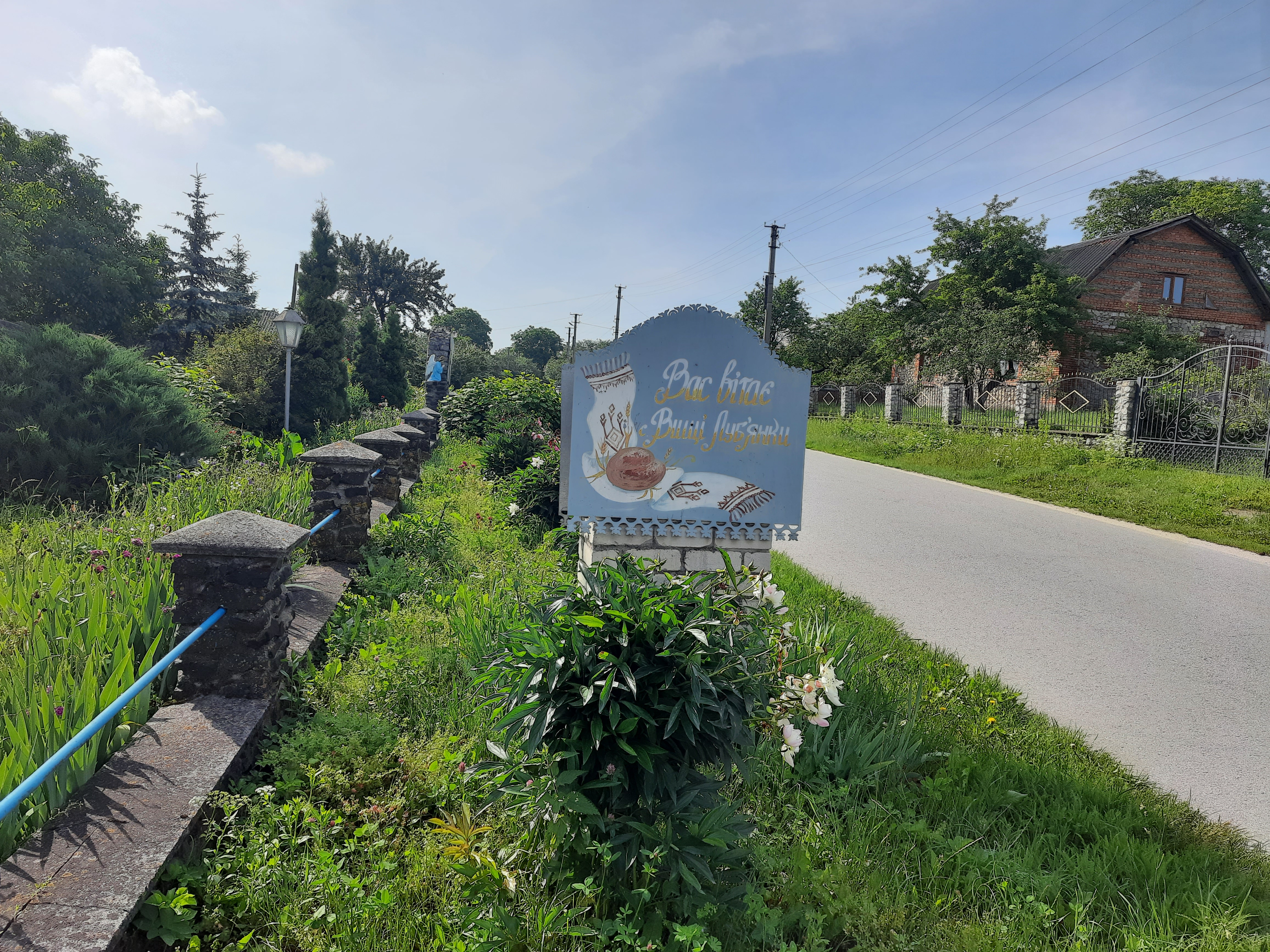
Знак при в'їзді у село
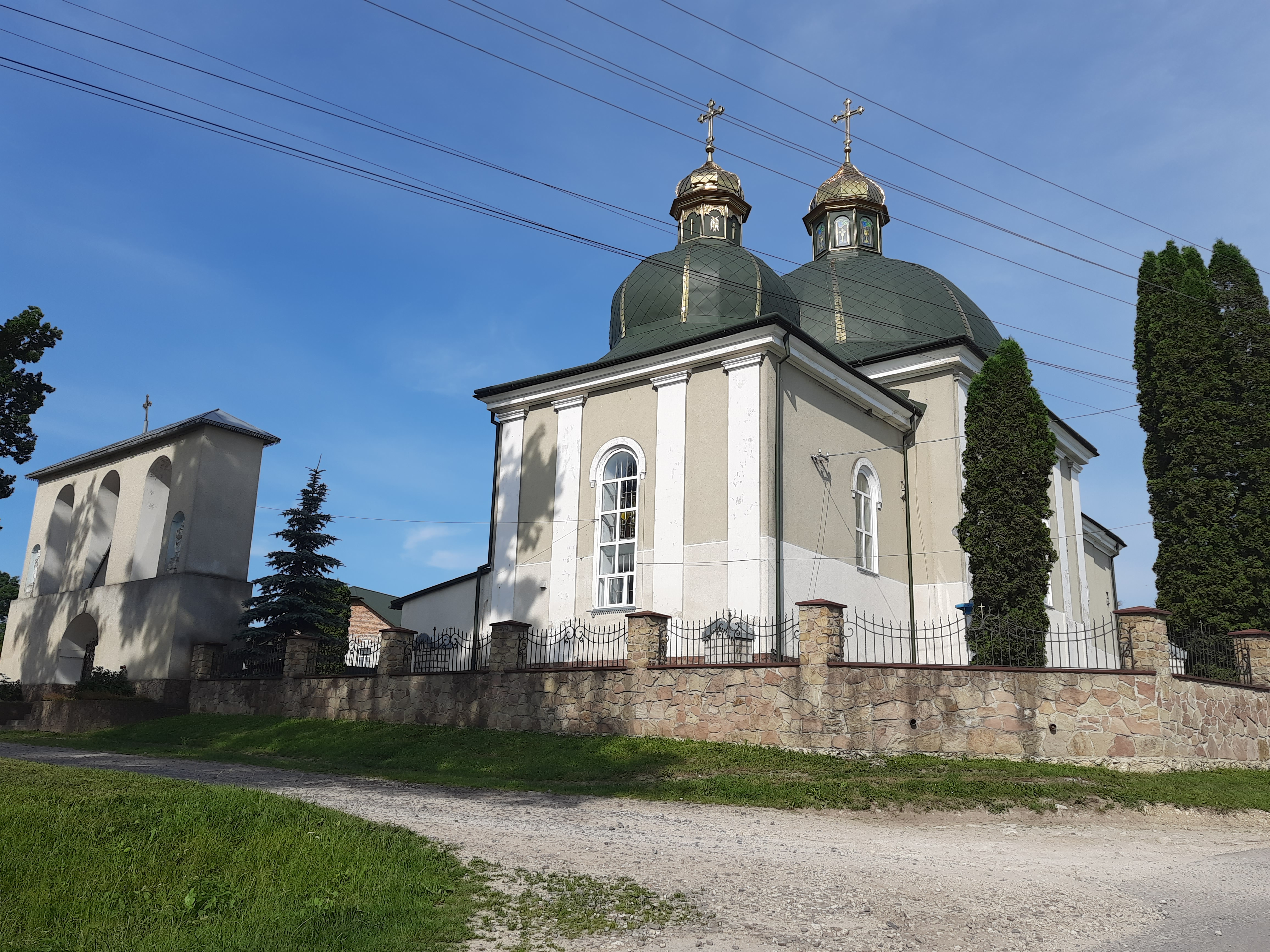
Церква Різдва Пресвятої Богородиці
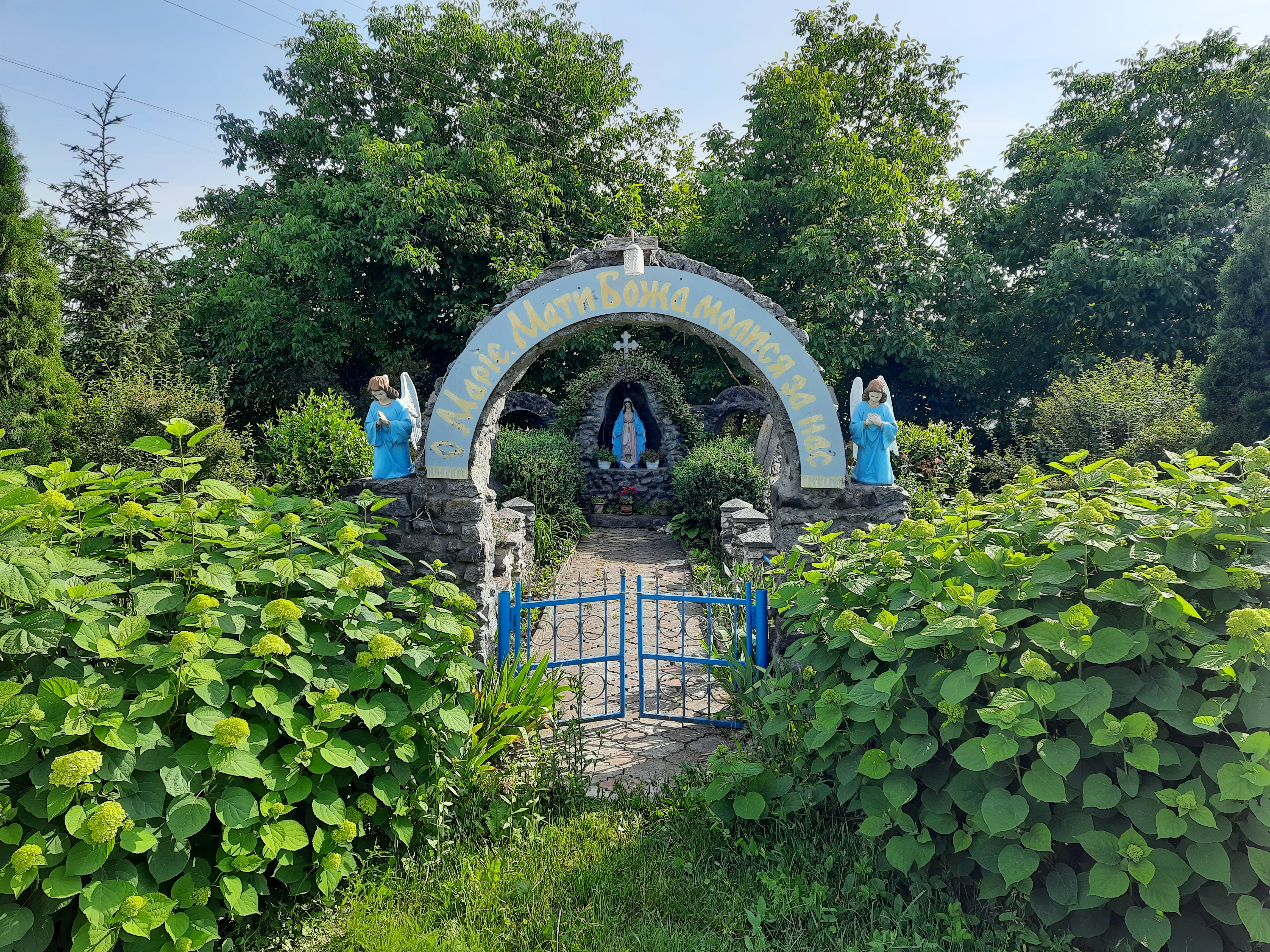
Капличка
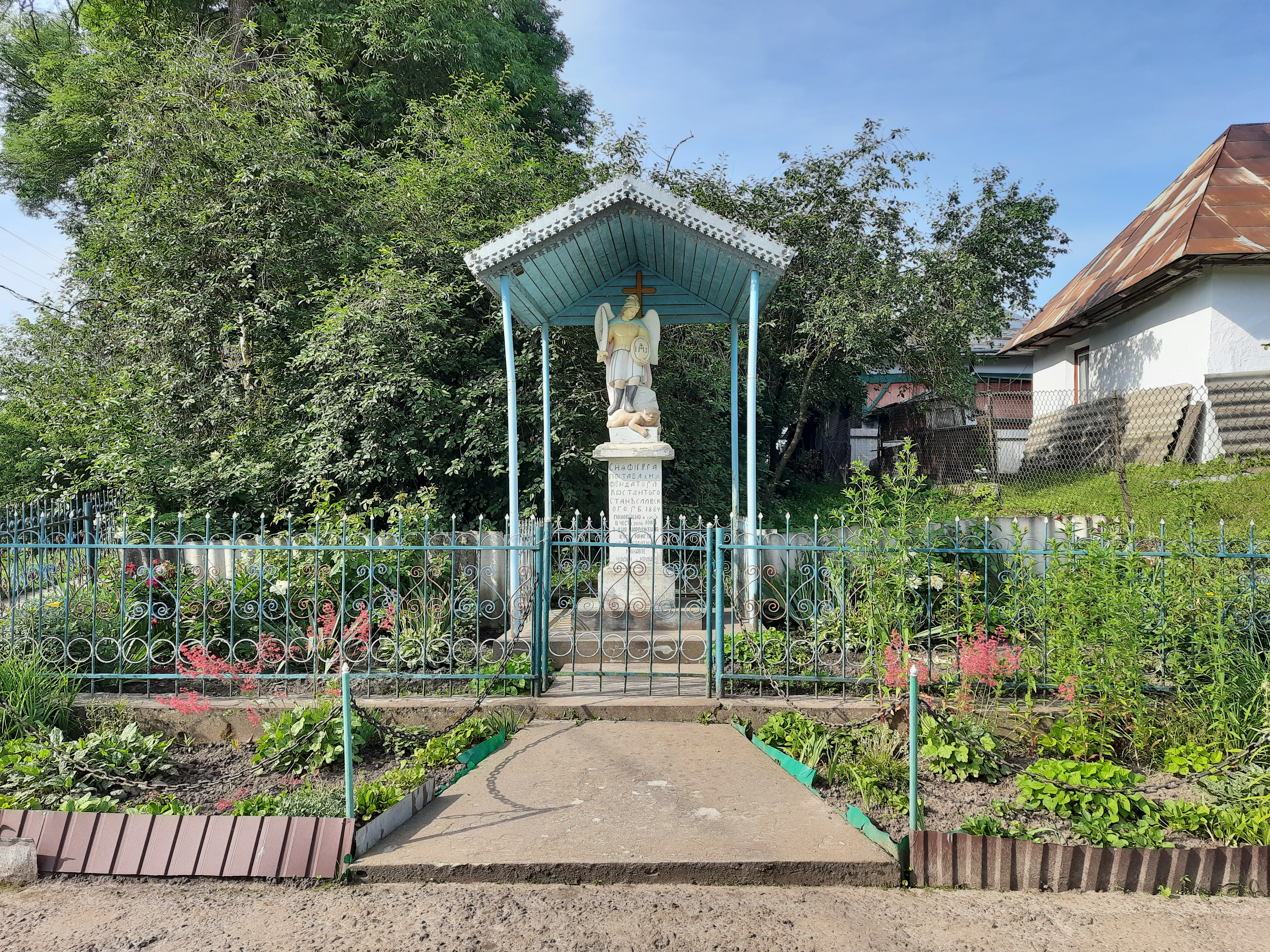
"Фігура" 1884р
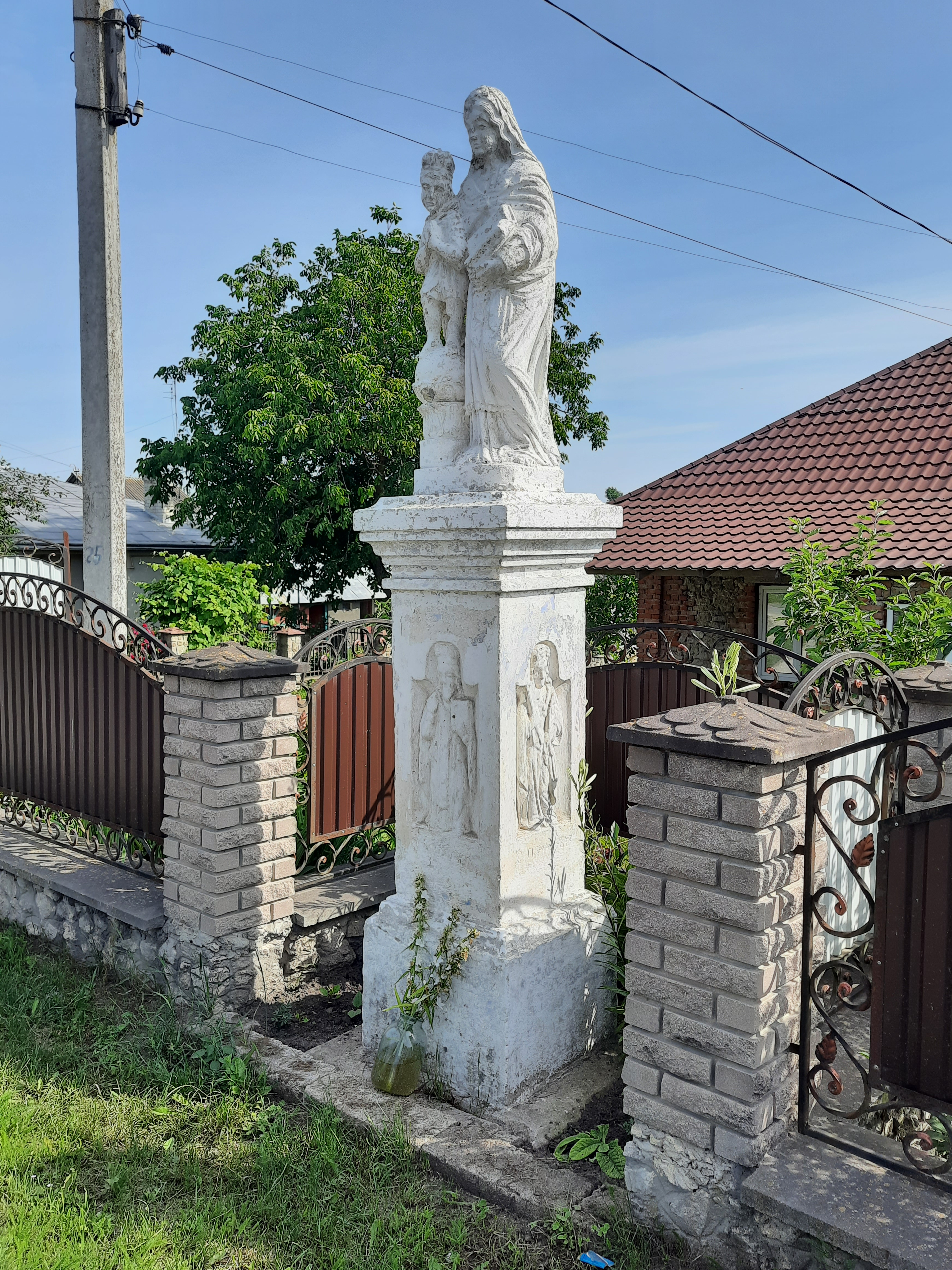
Придорожня "фігура"